# Boeing Stearman
O Boeing Stearman, Stearman ou Kaydet é um biplano originário dos Estados Unidos da América. Foram construídos 8.584 durante os anos 30 e 40 como avião de treino militar nos Estados Unidos e Canadá durante a Segunda Guerra Mundial. A versão com motor Lycoming foi empregada na Força Aérea Brasileira entre 1940 e 1948.
Depois dos conflitos terem terminado, milhares de aviões foram vendidos no mercado civil. Nos anos pós-guerra imediatos ficaram populares para as colheitas e como aviões de desporto.
Tiveram três designações diferentes baseadas na potência do motor:
- PT-13, com o motor de Lycoming;
- PT-17, com o motor R-670 continental;
- PT-18, com o motor de Jacobs.

O Kaydet foi um biplano com uma boa e resistente estrutura confortável para o estudante e para o instrutor.
Um exemplar encontra-se preservado no Museu Asas de um Sonho que fica situado no município de São Carlos, interior do Estado de São Paulo. Outro no Musal, na cidade do Rio de Janeiro.

Boeing Stearman preservado no Museu Aeroespacial
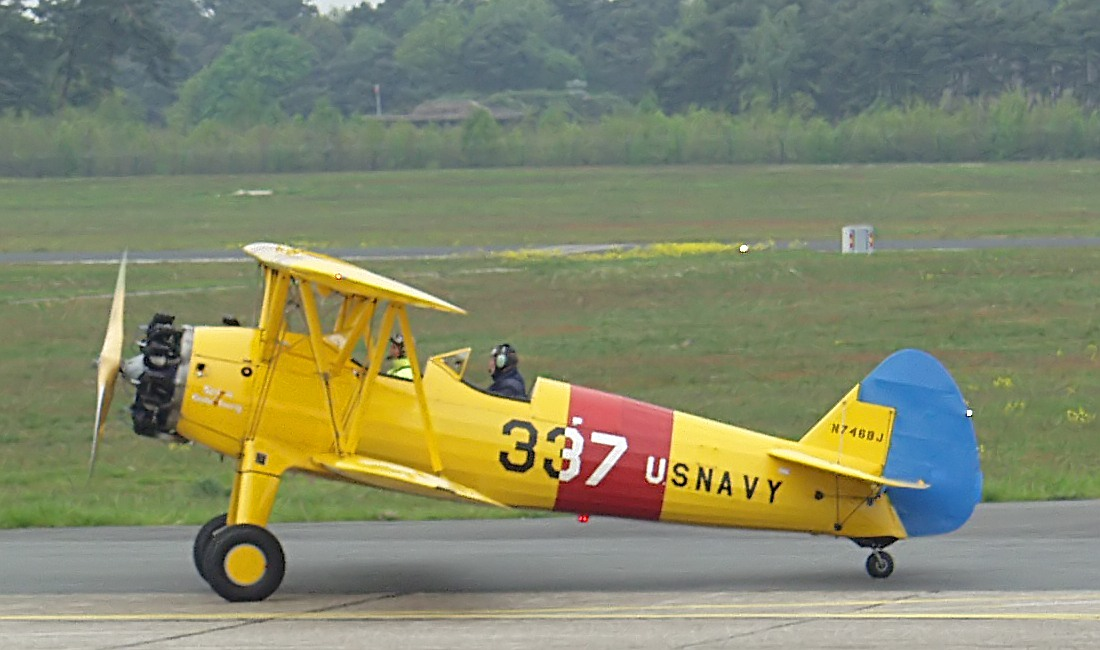
Boeing PT-17 Stearman
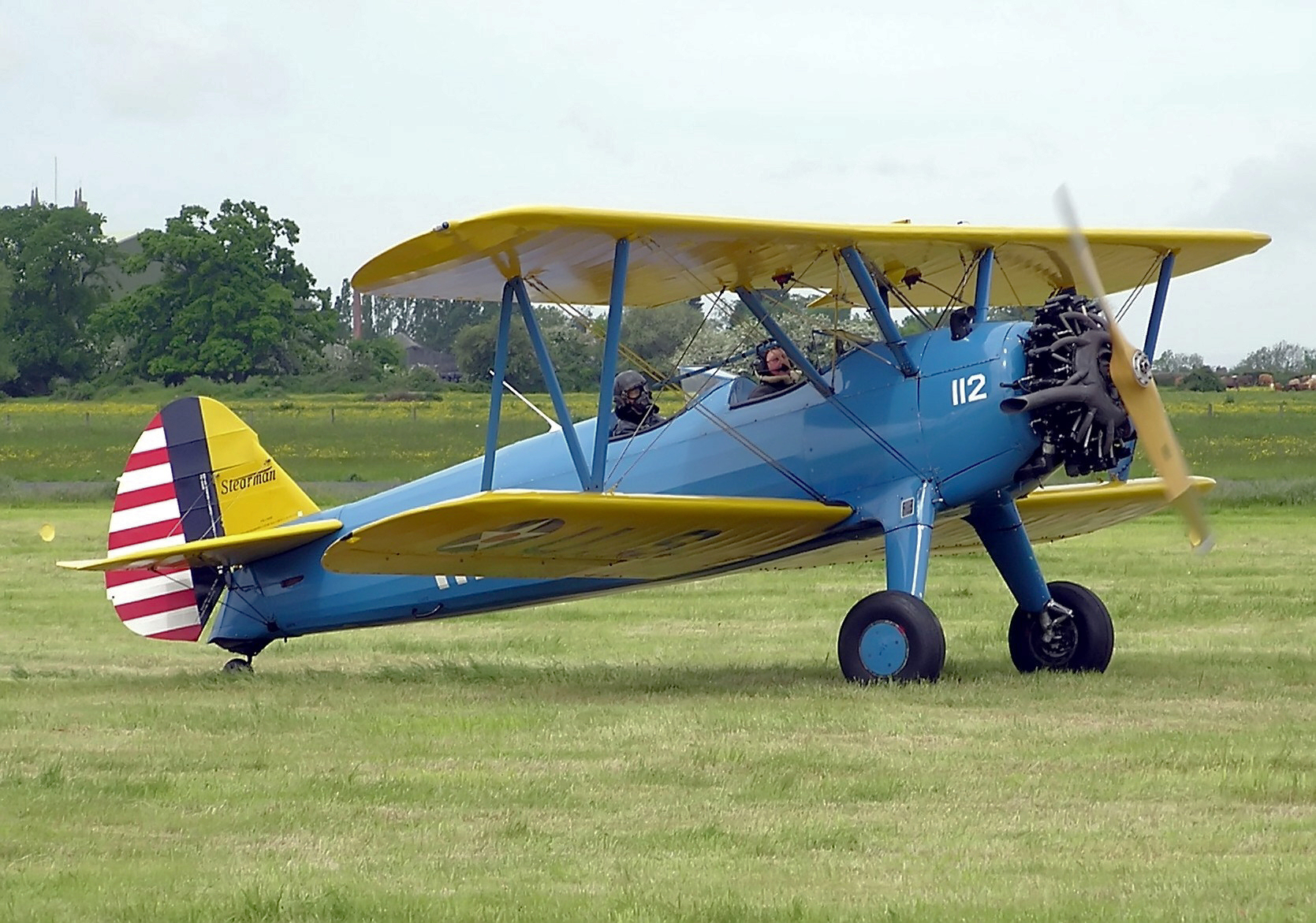
Stearman

## Especificações (PT-17)
Dados de: United States Military Aircraft since 1909.
Descrições gerais
- Tripulação: 2 - estudante e instrutor
- Comprimento: 7,54 m (25 ft)
- Envergadura: 9,81 m (32 ft)
- Altura: 3 m (9,8 ft)
- Área alar: 27,7 m² (298 ft²)
- Peso vazio: 878 kg (1 940 lb)
- Peso de decolagem: 1 200 kg (2 650 lb)

Motorização
- Número de motores: 1x
- Tipo do motor: Motor a pistão radial
- Fabricante/modelo: Continental R-670-5 sete cilindros refrigerado a ar
- Potência por motor: 220 hp (164 kW)

Performance
- Velocidade máxima: 217 km/h (135 mph)
- Velocidade de cruzeiro (Mach): 0.1264 Ma
- Velocidade total em Mach: 0.1772 Ma
- Velocidade total em Nó: 117 kn (217 km/h)
- Tecto de serviço: 4 024 m (13 200 ft)